# 015B Live
"015B Live"는 대한민국의 그룹 015B의 1번째 라이브 실황 앨범이다. 정석원, 장호일, 윤종신 등이 참여했다.
- Part I 초판 색깔은 노란색이다.

- 이 콘서트는 92년 1월 12일에 63빌딩 컨벤션 센터에서 열렸다.

주로 1,2집의 곡들로 꾸며졌다. 윤종신의 솔로 데뷔곡 '처음 만날때처럼'도 있다. 중반부에 신해철이 특별출연했다.'세상은 하나의 작은 의미등 몇몇 가스펠 곡들은 음반에 실리지 않았다.
part 01
38:20
part 02
37:46

## 곡 목록
1. "친구와 연인" – 6.33
2. "떠나간 후에" – 3.45
3. "슬픈 듯 흐르는 시간속에" – 4.20
4. "처음 만날 때처럼" – 4.10
5. "4210301 + 비워진 너의 자리속에 + 사람들은 말하지(합창)" – 6.20
6. "그대의 향기" – 3.19
7. "H에게 + 난 그대만을" – 9.41
8. "너에게 들려주고 싶은 이야기" – 6.17
9. "외로운 밤이면" – 4.18
10. "때늦은 비는" – 4.15
11. Remix "사람들은 말하지"  – 3.40
12. "텅 빈 거리에서" – 6.08
13. "이젠 안녕" – 7.09
14. Remix "4210301"  – 5.00